# Ferdinand Brunot
Ferdinand Eugène Brunot, född 6 november 1860 och död 30 januari 1938, var en fransk språkforskare.
Brunot blev filosofie doktor 1891 på avhandlingen Ètude sur la doctrine de Malherbe d`après son commentaire sur Desportes, vars stora förtjänster skaffade honom en lärarplats vid Sorbonne. Där efterträdde han 1900 Louis Petit de Julleville som professor i franska språkets historia. 1905 påbörjade Brunot utgivandet av sitt livs stora verk, Historie de la langue française des origines à 1900, som färdigställdes 1937. Det utomordentligt rikhaltiga materialet är behandlat med stora analytisk skärpa. En kortfattad Prècis de grammaire historique de la lange är mycket uppskattad 1922 utgav Brunot La pensée et la langue, en banbrytande framställning av franska språkets struktur.